# Мертвовод
Мертвовод (укр. Мертвовод) — река в Кировоградской и Николаевской областях Украины, левый приток Южного Буга. Имеет правый приток — Арбузинку. В среднем и нижнем течении Мертвовод течёт по узкому живописному каньону, который проходит через посёлок Братское (Николаевская область). Долина реки Мертвовод входит в состав регионального ландшафтного парка «Гранитно-Степное Побужье».

## Гидрография и бассейн

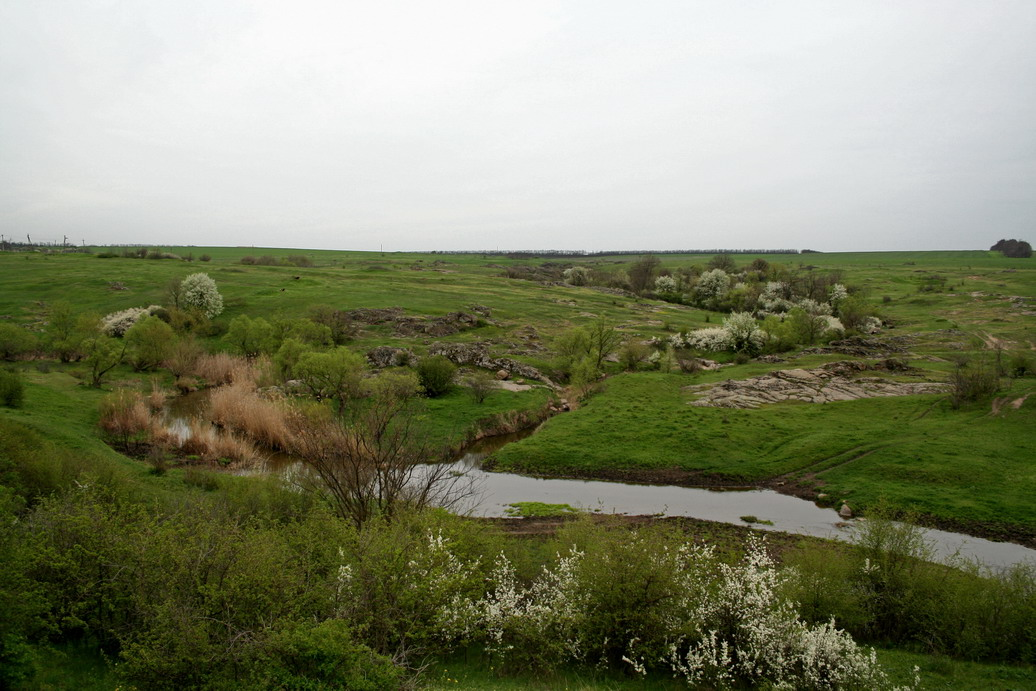
Мертвовод в среднем течении

Мертвовод берет исток в Кировоградской области, большей частью протекает по территории Николаевской области и впадает в Южный Буг возле города Вознесенск. Длина реки — 114 км, площадь её водосборного бассейна — 1820 км². Мертвовод питают 148 малых рек, имеющих общую длину 565 км. Наиболее крупный приток Мертвовода — правый приток Арбузинка, впадающая в него возле села Актово. В нижнем течении реки, возле села Таборовка расположено Таборовское водохранилище.
Вода в Мертвоводе весьма жёсткая — жёсткость составляет 19,1 мг-экв/л, с природной повышенной общей минерализацией (сухой остаток около 2500 мг/дм³), поверхностные воды реки загрязнены ионами некоторых металлов — магния, железа, натрия, марганца, а также органическими соединениями.
Мертвовод протекает по одному из старейших участков суши в Евразии, сформированному из вулканических пород поверхности Украинского кристаллического щита. Эта местность не погружалась в морские глубины на протяжении последних 60 млн лет. В среднем (в районе сёл Актово, Трикраты) и нижнем (около Вознесенска) течении реки Мертвовод наблюдаются выходы архейско-протерозойских гранитов (гранит, гранит с кристаллами граната, гранит с включениями биотита и другие).
Тысячелетиями пробивая дорогу в гранитах кристаллического щита, Мертвовод образовал порожистое русло с перекатами, протекающее среди высоких (до 40-50 м) стен каньона.
Узкое и глубокое русло в XX веке было во многих местах перегорожено дамбами, широкие берега реки превратили в поля. В результате течение реки замедлилось, произошло заиление реки, в прошлом судоходное русло Мертвовода заросло камышом. Слой ила и грязи местами достигает 5-7 м, кое-где русло превратилось в болото, которое можно перейти вброд.

## Природа

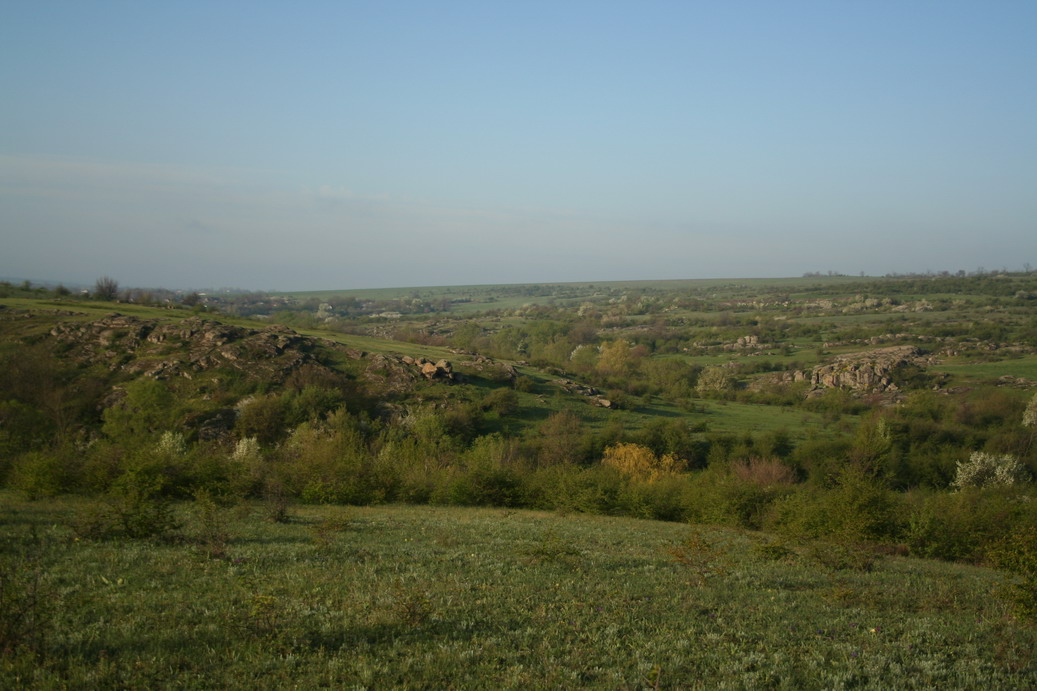
Долина Мертвовода

Благодаря крутым скалистым склонам на реке Мертвовод местами до сих пор сохранились естественные участки с быстротекущей водой и зарослями аира обыкновенного. Местная флора насчитывает около 900 видов растений, 26 из которых внесены в Красную книгу Украины, 4 — в Европейский Красный список. В каньоне реки Мертвовод вблизи села Актово находится главный участок ареала узкого эндемика семейства гвоздичные — мёрингии бужской (Moehringia hypanica), на левом же берегу Мертвовода найден редкий вид папоротника (Asplenium alternifolium), это единственное место его произрастания в степной зоне Украины.
Поблизости от впадения в Мертвовод Арбузинки расположено заповедное урочище «Трикратский лес».

### Актовский каньон
Вблизи села Актово берега Мертвовода образуют каньон с глубиной до 40-50 метров. Актовский каньон представляет собой уникальное сочетание лесной и водной экосистем с ансамблем скал и гранитных валунов и занимает площадь более 250 гектаров.
Природный комплекс Актовского каньона, как и все берега Мертвовода входит в состав созданного в 1994 году Николаевским областным советом регионального ландшафтного парка «Гранитно-Степное Побужье», а с апреля 2009 года национальный парк: Бугский Гард.

## Происхождение названия
По одной из легенд название реки восходит ко временам татарских набегов на Дикое поле: во время одного из них местные жители сварили ядовитый отвар из трав и вылили его в реку выше по течению от лагеря татар, в результате чего многие из них умерли. По другой версии название река получила после страшной битвы запорожских казаков с турками, после которой из-за тел убитых не было видно речной воды.
Также ряд исследователей полагает что название является неизменным со скифских времён и полагает что по течению Мертвовода отправляли в последний путь скифских правителей.
Наиболее вероятной версией выглядит дословный перевод древнего названия Эксампей (описанного Геродотом), что в иранской группе языков означает именно «мёртвая вода». К примеру, аналогичное название Эксампей в значении «мёртвая вода» присутствует в осетинском языке.

## История
Древнегреческий историк Геродот описал окрестности Южного Буга в четвёртой книге своей «Всемирной истории». В книге указано, что в Гипанис (Южный Буг) на границе земель скифов-земледельцев и алазонов, с левой стороны впадал источник с горькой водой. По словам Геродота, название источника и местности, откуда он течёт по-скифски звучит как Эксампей (Экзампей, Экзампай). Историки полагают что под Эксампеем имелся в виду именно Мертвовод.
До XV на холме при впадении Мертвовода в Южный Буг располагалась турецкая крепость Чичаклей. В начале XV в, в период расширения владений Великого княжества Литовского крепость была захвачена литовцами и названа Соколец. Позже крепость перешла к Польше. Впоследствии крепость успешно взята штурмом запорожскими казаками. В начале XVIII на этом месте основан казацкий зимовик Соколы, входивший в состав Бугогардской паланки. Переправа возле этого места называлась Соколиной.